# Andover (Illinois)
Andover es una villa ubicada en el condado de Henry en el estado estadounidense de Illinois. En el Censo de 2010 tenía una población de 578 habitantes y una densidad poblacional de 224,74 personas por km².

## Geografía
Andover se encuentra ubicada en las coordenadas 41°17′42″N 90°17′27″O / 41.29500, -90.29083. Según la Oficina del Censo de los Estados Unidos, Andover tiene una superficie total de 2.57 km², de la cual 2.57 km² corresponden a tierra firme y (0%) 0 km² es agua.

## Demografía
Según el censo de 2010, había 578 personas residiendo en Andover. La densidad de población era de 224,74 hab./km². De los 578 habitantes, Andover estaba compuesto por el 98.79% blancos, el 0% eran afroamericanos, el 0.17% eran amerindios, el 0% eran asiáticos, el 0% eran isleños del Pacífico, el 0.17% eran de otras razas y el 0.87% pertenecían a dos o más razas. Del total de la población el 2.42% eran hispanos o latinos de cualquier raza.